# 李虹瑩
李虹瑩（英語：Hung-Ying,Lee，暱稱攀岩桂綸鎂）是一位台灣攀岩者、運動員、運動攀登選手。2004年接觸攀岩運動，2006年開始代表台灣征戰國際賽事，2006-2020囊括台灣先鋒賽、抱石賽、速度賽的女子冠軍選手。